# گمانج سفلی
گُمانج سفلی یکی از روستاهای استان آذربایجان شرقی است که در دهستان اسپران بخش مرکزی شهرستان تبریز واقع شده‌است و آب و هوای معتدل و طبیعتی سرسبز است.

## آمار جمعیت
جمعیت این روستا بر پایهٔ نتایج سرشماری عمومی نفوس و مسکن سال۱۳۹۵خورشیدی، ۱۵۰ نفر بوده‌است.